# Loma Cajón
Loma Cajón är en ort i Mexiko.   Den ligger i kommunen Tepexi de Rodríguez och delstaten Puebla, i den sydöstra delen av landet, 150 km sydost om huvudstaden Mexico City. Loma Cajón ligger 1 568 meter över havet och antalet invånare är 329.
Terrängen runt Loma Cajón är huvudsakligen kuperad, men åt sydost är den platt. Runt Loma Cajón är det glesbefolkat, med 19 invånare per kvadratkilometer. Närmaste större samhälle är Santa Inés Ahuatempan, 11,4 km söder om Loma Cajón. Trakten runt Loma Cajón består till största delen av jordbruksmark.